# Carlos I. Noriega
Carlos Ismael Noriega, född 8 oktober 1959 i Lima, är en amerikansk astronaut uttagen i astronautgrupp 15 den 9 december 1994.

## Rymdfärder
- STS-84
- STS-97